# Toyota Prius
A Toyota Prius egy hibrid hajtású személyautó, amelyet a japán Toyota Motor Corporation gyárt 1997 óta. Összesen 4 generációja van. Ez az egyik első ilyen sorozatgyártású személygépkocsi.
A United States Environmental Protection Agency (EPA) szerint 2007-ben a Toyota Prius volt a leginkább üzemanyag-takarékos autó az Amerikai Egyesült Államokban.

## Története
1997-ben Japánban adták el az első Prius járművet, amelyet a Toyota Motor Corporation készített. 2001 körül terjedt el jobban a világban, 2003-ra közel 160 000 darab készült a típusból. 1997–98-ban lett az Év autója Japánban, 2004-ben lett az Év autója Észak-Amerikában, a következő évben pedig az Év autója Európában kitüntetést nyerte el.
2013 júniusának végéig az autóból világszerte több mint 3 000 000 darabot értékesítettek.

## Működése

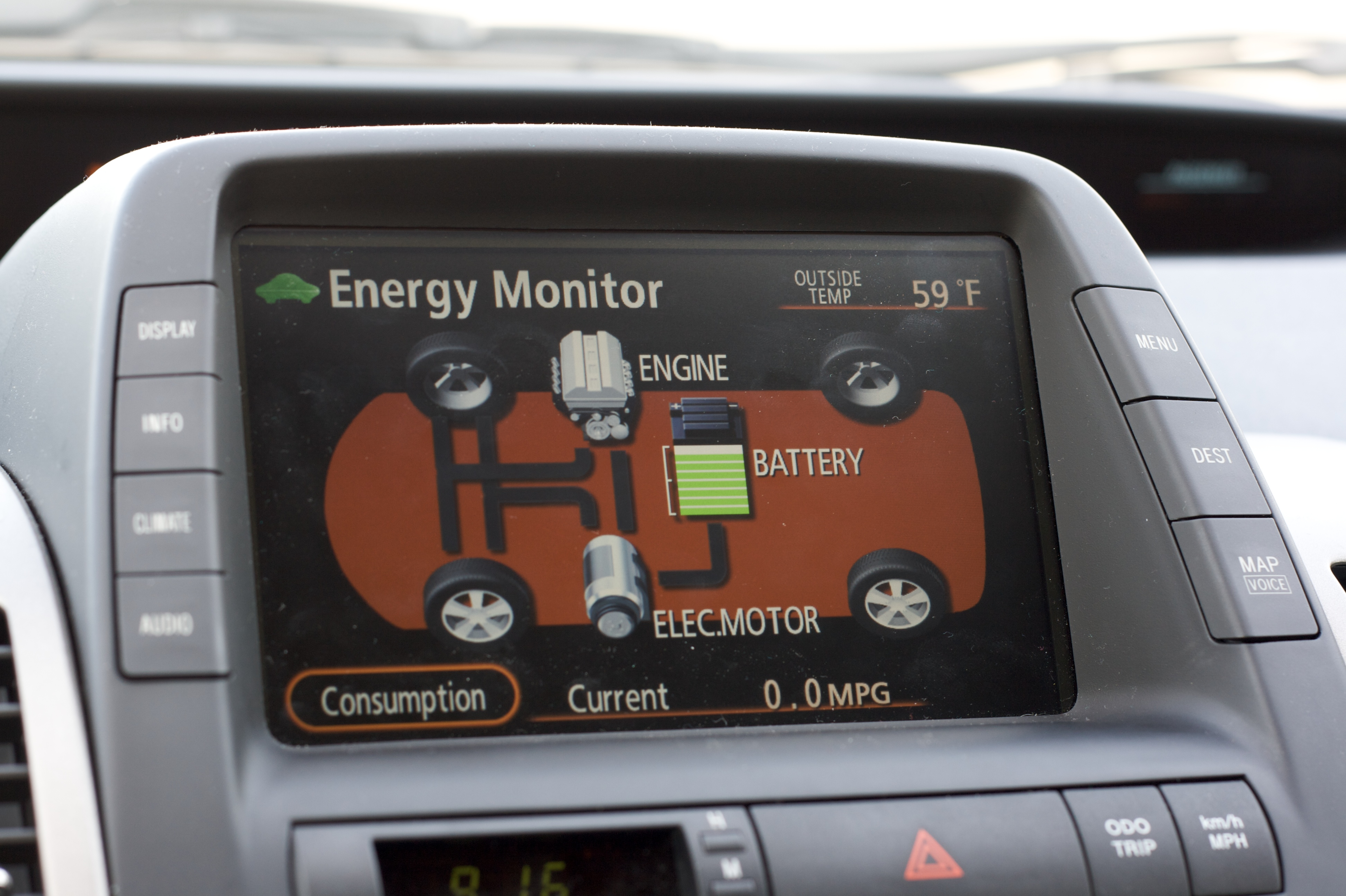
A második generációs Priust egy magához képest modern érintőképernyővel szerelték fel

Induláskor a villanymotor nagy nyomatékkal hajtja az autót néhány méteren át,  40 km/h-s sebességig. Azután egyenletes, közepes fordulaton beindul a belső égésű motor, de nincs zúgás és erős zaj. Fékezésnél, amikor megállunk a forgalomban, leáll a másfél literes benzinmotor, és nem indul újra addig, amíg újra fel nem gyorsul az autó. Induláskor újra a csendes elektromos motor veszi át a meghajtást, amely indítási energiáját részben a lejtmenetből és a fékezésből visszanyert akkumulátortöltésből kapja. Kisebb üzemanyagtartályát csupán 1000 kilométerenként kell újratölteni. A hibrid kategóriában ez a megoldás bocsátja ki a legkevesebb szén-dioxidot.

### Akkumulátorok

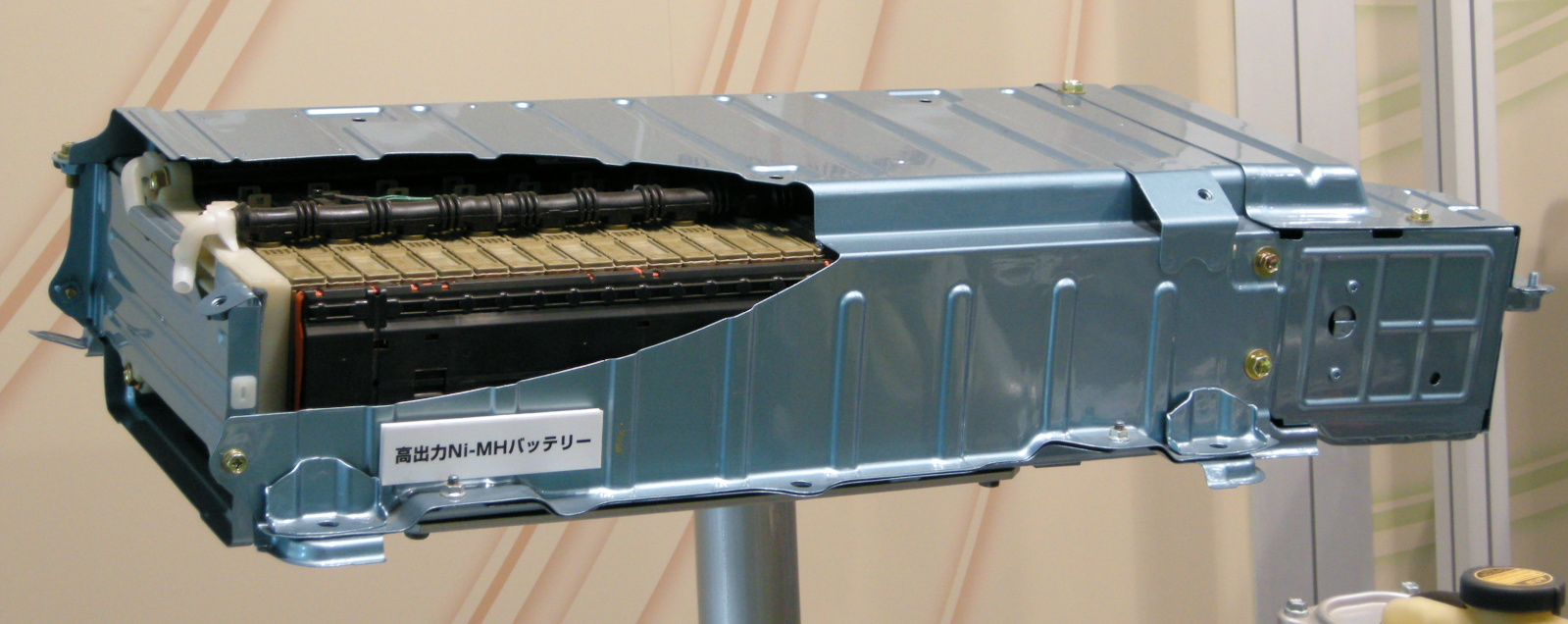
A második generációs Prius akkumulátora

Két akkumulátorral szerelik az autótː egy nagyfeszültség (HV), ún. meghajtó akkuval és egy 12 voltos, kisfeszültségűvel (LV). A tölthető HV-akku mechanikusan elválasztva, 38 modulból álló, 273,6 voltos feszültségű, 6,5 Ah kapacitású és 53,3 kg tömegű, japán Panasonic gyártmányú nikkel-metál-hidrid akkumulátor (NiMH). Élettartama megnövelése érdekében csak teljes kapacitása 40–60%-ára tanácsos feltölteni, hogy maradjon hely a fékezési energia-visszatáplálásnak. Minden telep 10–15 kg lantánt, és minden Prius-villanymotor 1 kg neodímiumot tartalmaz; így elmondható, hogy a termék a ritkaföldfémek legnagyobb felhasználója a világon. Az LV akkumulátor elengedhetetlen az indításhoz, mivel az biztosítja a számítógép áramellátását.
A második generációs Priusnak 1,310 kWh-s, 28-modulos meghajtó akkumulátora van. Minden modul hat db, sorbakapcsolt, egyenként 1,2 V-os, 6,5 Ah-s Prismatic NiMH cellából áll, 7,2 V-on, 46 Wh/kg-os energiasűrűséggel és 1,3 kW/kg-os kimenő teljesítménnyel. Minden modul beépített töltésvezérlőt és relét tartalmaz. Belőlük 28-at sorbakapcsolva kapjuk a 201,6 V; 6,5 Ah-s meghajtótelepet, amelyet energiatároló rendszernek is neveznek. A számítógép által felügyelt töltésvezérlő az akkumulátor töltését 38% és 82% között tartja, átlagosan 60% körül. Kevés töltési ciklus esetén a telepnek csak kis nettó tárolókapacitása (kb. 400 Wh) hasznosul a hibrid meghajtórendszerben és drámaian növelhető az élettartama a hőelvezetéssel. Az aktív hűtést ventilátorral, míg a passzív hőelvezetést a fémház kiképzésével oldják meg.

### Az akkumulátortelep életciklusa
Amikor a Prius már tíz éve kapható volt az amerikai piacon, 2011 februárjában a Fogyasztói Jelentések megvizsgálták az akkumulátortelep élettartamát és cseréje költségeit. A magazin egy 2002-es Toyota Priust vizsgált 200 000 mérföldes futásteljesítmény után, és összehasonlította annak eredményeit egy 2001-es Prius 2000 mérföldes futás után, a cég által tíz évvel korábban elvégzett teszt eredményeivel. Az összehasonlítás csak egy kis különbséget mutatott ki az üzemanyag-felhasználás és a gyorsulás tekintetében. A 2001-es modell 5,79 l/100km, míg a 2002-es nagy futásteljesítmény után 5,82 l/100km értéket mutatott. A vizsgálat megállapította, hogy az akkumulátor hatásfoka nem csökkent hosszú használat után sem. Az elsőgenerációs akkutelep cseréje Toyota-forgalmazónál 2200 és 2600 amerikai dollárért, de autóbontóban már 500 dollárért is megejthető.

### A HVAC légkondicionáló
A HVAC-rendszerű autóklíma indukciós motort használ a zárt rendszerű görgős kompresszor meghajtására, amelyet általában nem alkalmaznak az autóiparban. A görgős kompresszor használata növeli a rendszer hatékonyságát, az rugalmasabbá válik, így a klímaberendezés működni fog akkor is, ha a motor ki van kapcsolva. Mivel a hűtőközeggel együtt alkalmazott olaj a nagyfeszültségű motoros tekercsek körül is folyik, a folyadéknak elektromosan szigetelőnek kell lennie, hogy elkerülje a villamos áram áthúzását a rendszer fémes részeihez. Ezért a Toyota megszabja a betöltendő POE-olaj típusát (ND11). A rendszert nem lehet a gépkocsikhoz általában használt berendezésekkel ellátni, amelyek tipikusan PAG-(ásvány)olajat használnak, mivel a berendezés szennyezné az ND11-olajat PAG-olajjal. A SAE J2843 szabvány szerint a karbantartási berendezésekből származó olajnak kevesebb mint 0,1% PAG-ot szabad tartalmaznia a töltés során. Egy százaléknyi PAG-olaj kb. tízszeres elektromos ellenálláscsökkenést eredményezhet.

## Generációi

### XW10 (1997–2003)

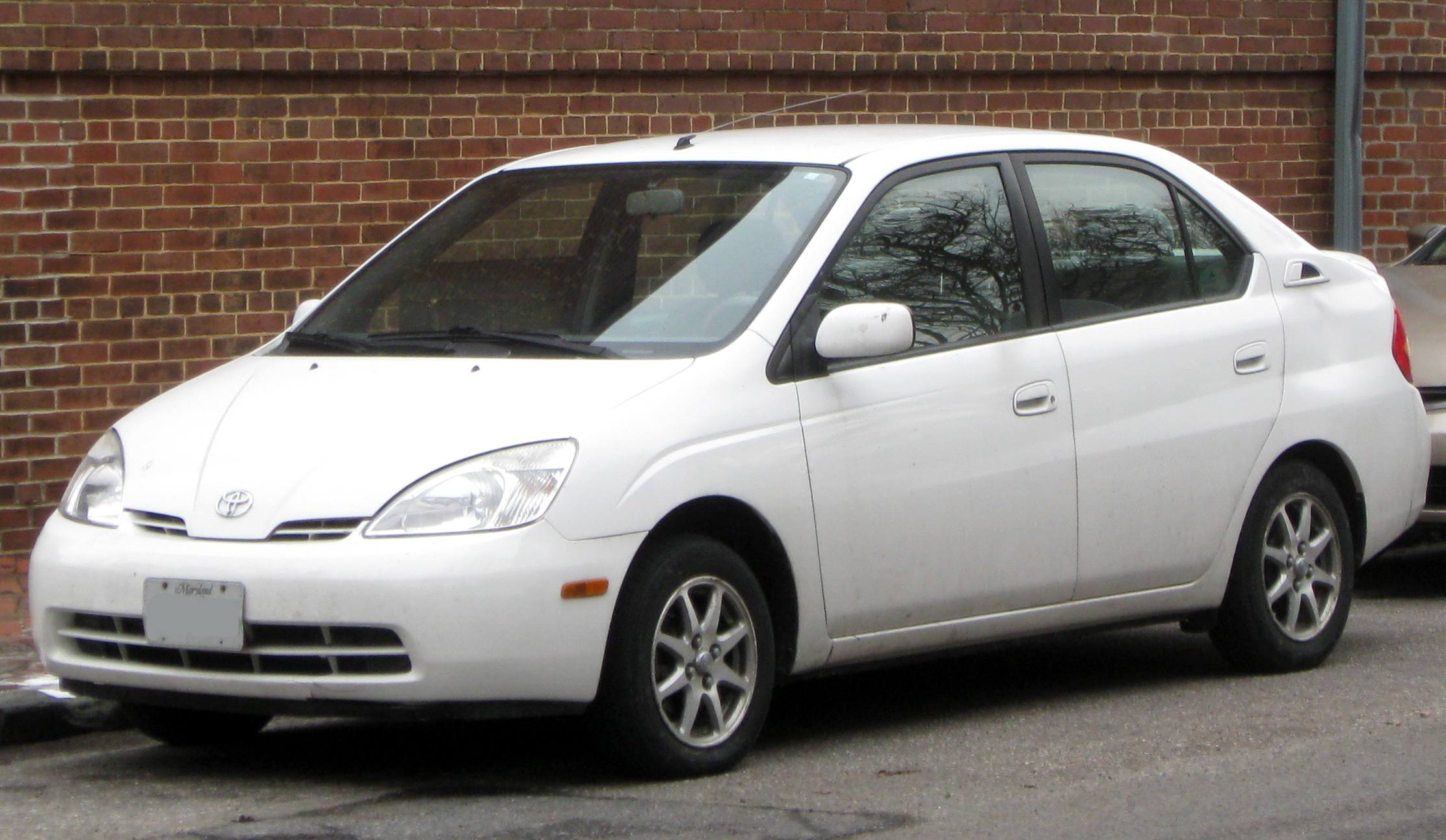
Toyota Prius 2000–2003

Az XW10 az első generáció. A gyár 1997-től 2003-ig készítette a modelleket.

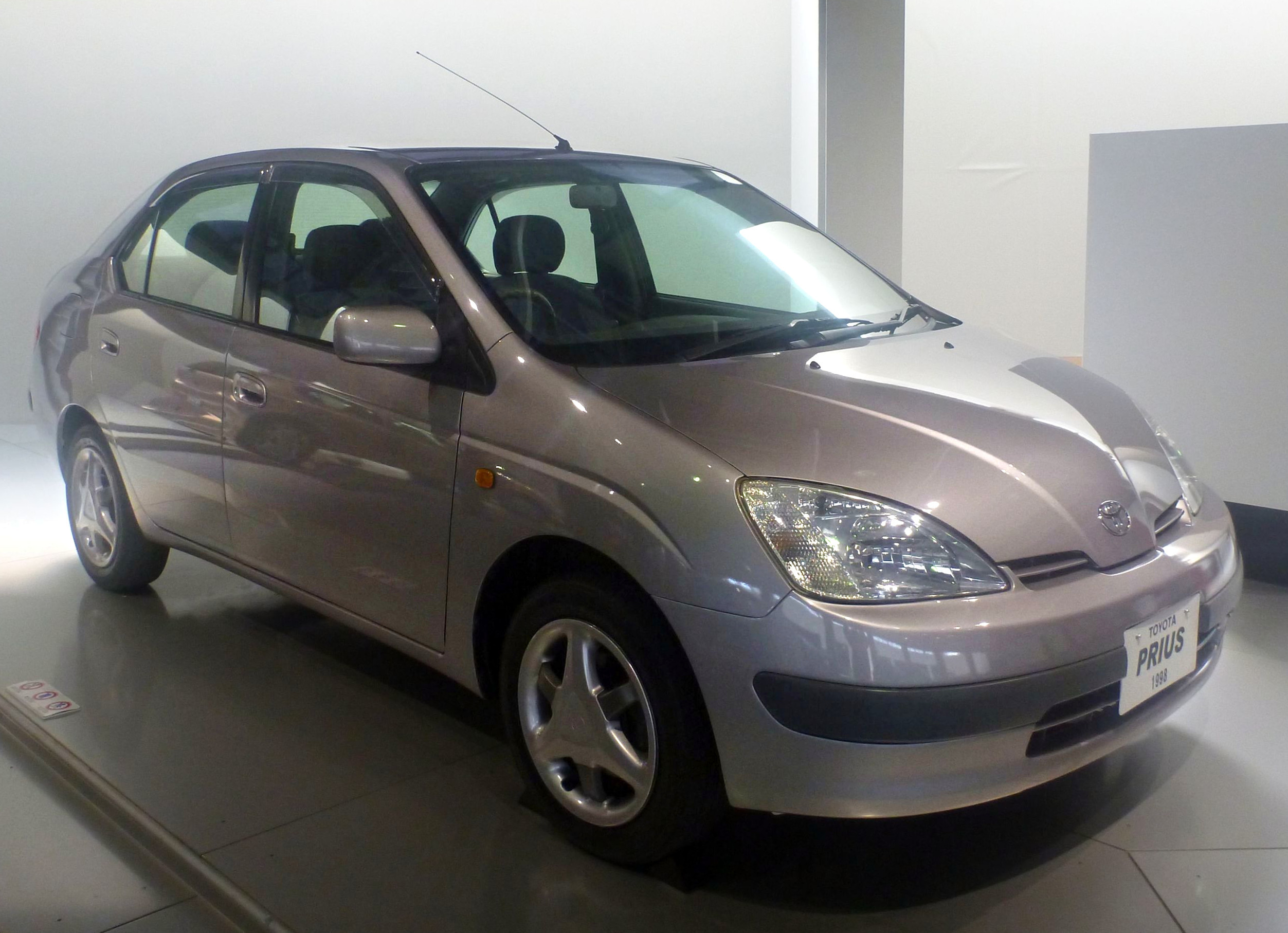
Toyota Prius 1997–2000

NHW10 (1997–2000)
Az NHW10 az első fázis. A gyár 1997-től 2000-ig készítette a modelleket.
NHW11 (2000–2003)
Az NHW11 a második fázis. A gyár 2000-től 2003-ig készítette a modelleket.

### XW20 (2003–2009)

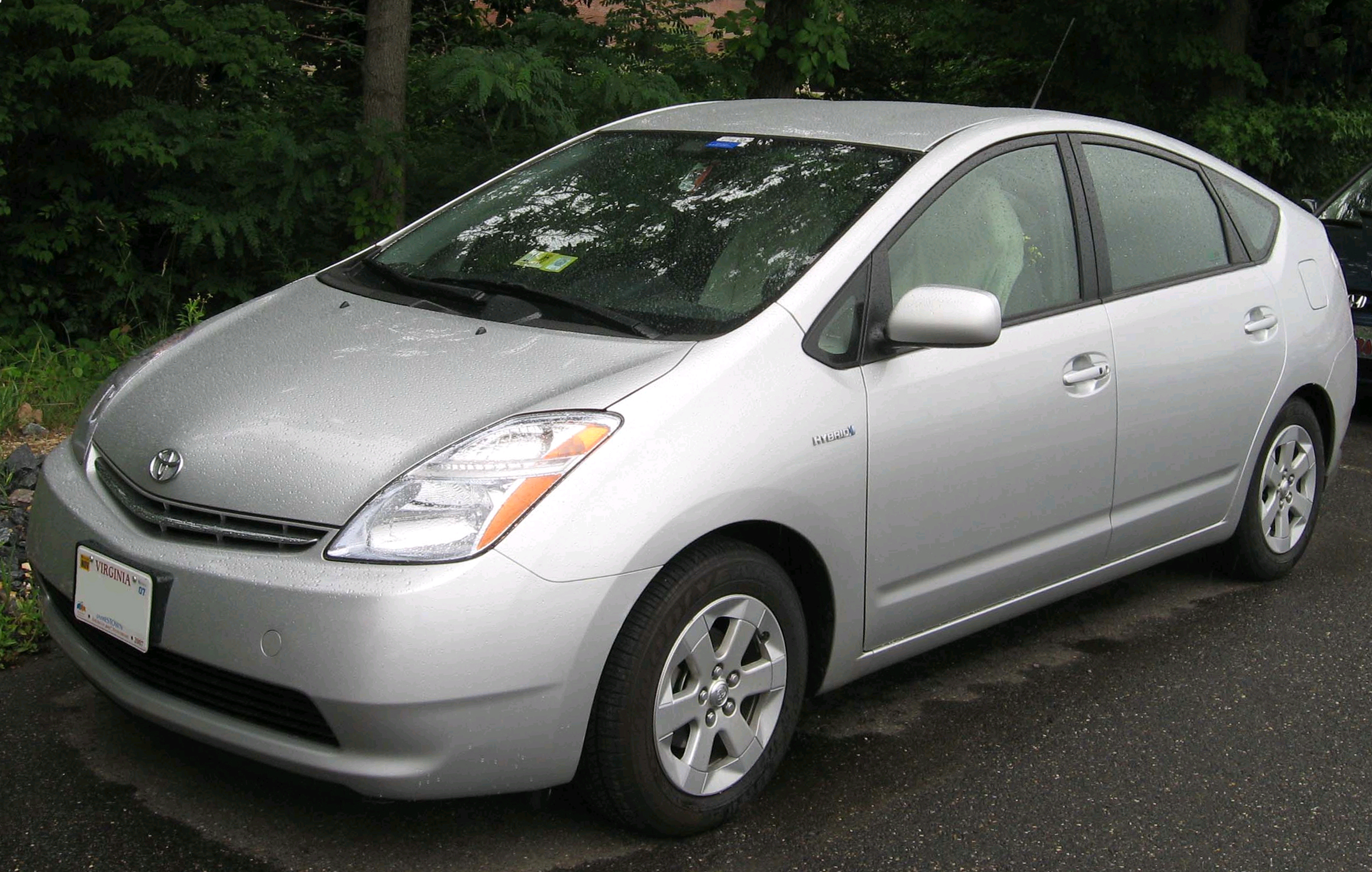
Toyota Prius 2003–2009

Az XW20 a második generáció. A gyár 2003-től 2009-ig készítette a modelleket.

### XW30 (2009–2015)

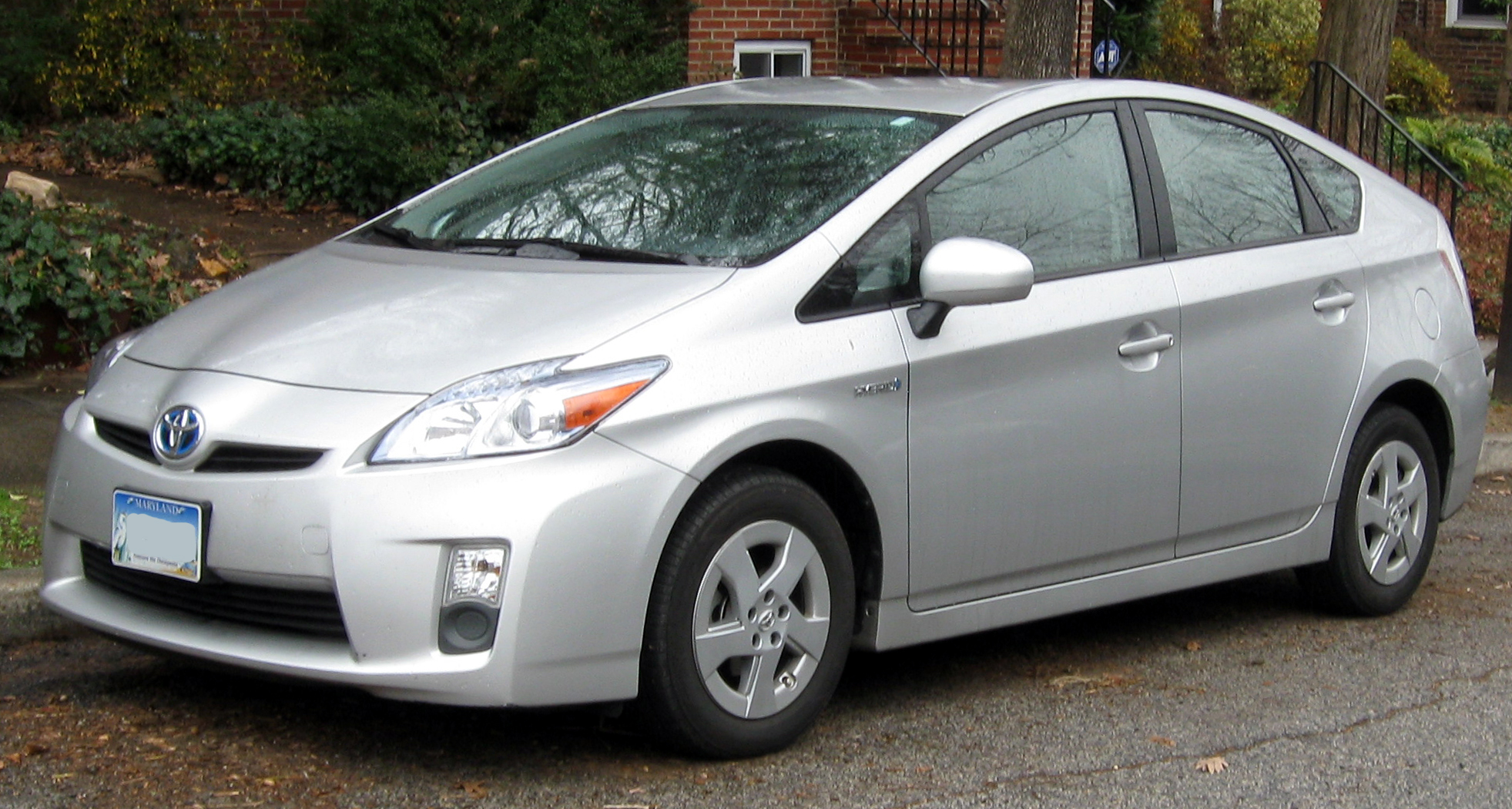
Toyota Prius 2009–2015

Az XW30 a harmadik generáció. A gyár 2009-től 2015-ig készítette a modelleket.

### XW50 (2015–2022)

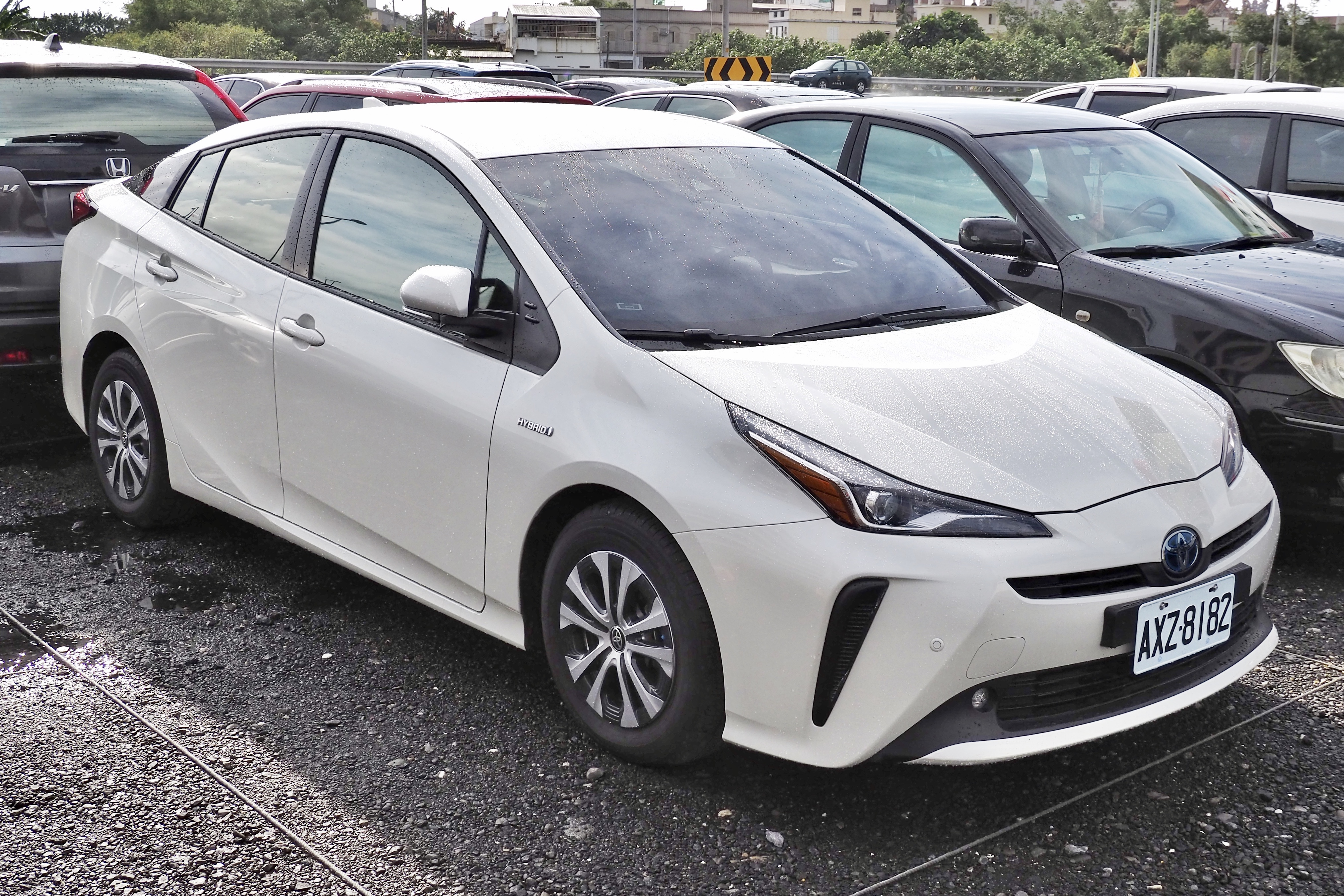
Toyota Prius 2018–2022

Az XW50 a negyedik generáció. A gyár 2015-től készíti a modelleket.

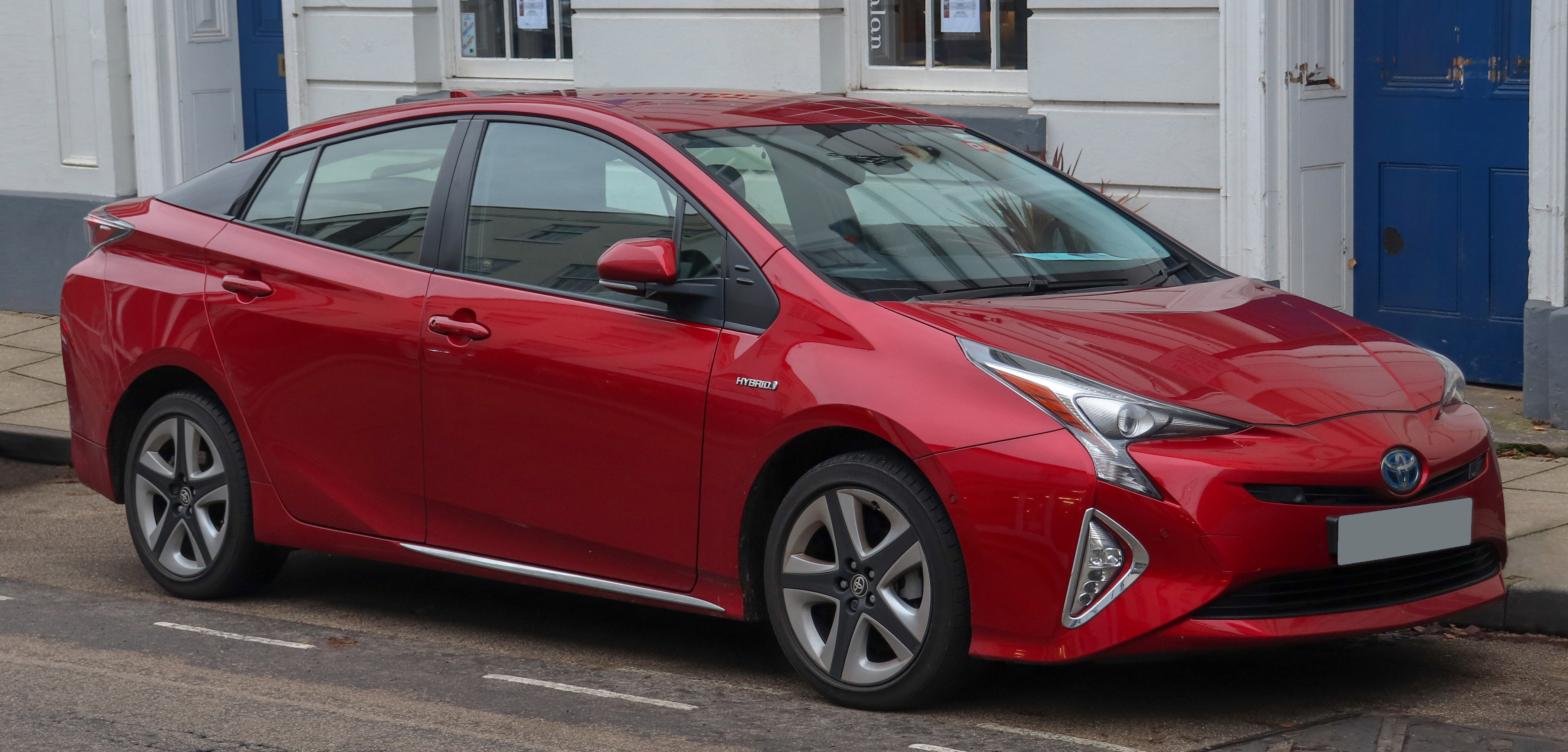
Toyota Prius 2015–2018

Pre-Facelift (2015–2018)
Az első fázis. A gyár 2015-től 2018-ig készítette a modelleket.
2018 XW50 Facelift (2018-2022)
A második fázis. A gyár 2018-tól készíti a modelleket.

### XW60 (2022-től)

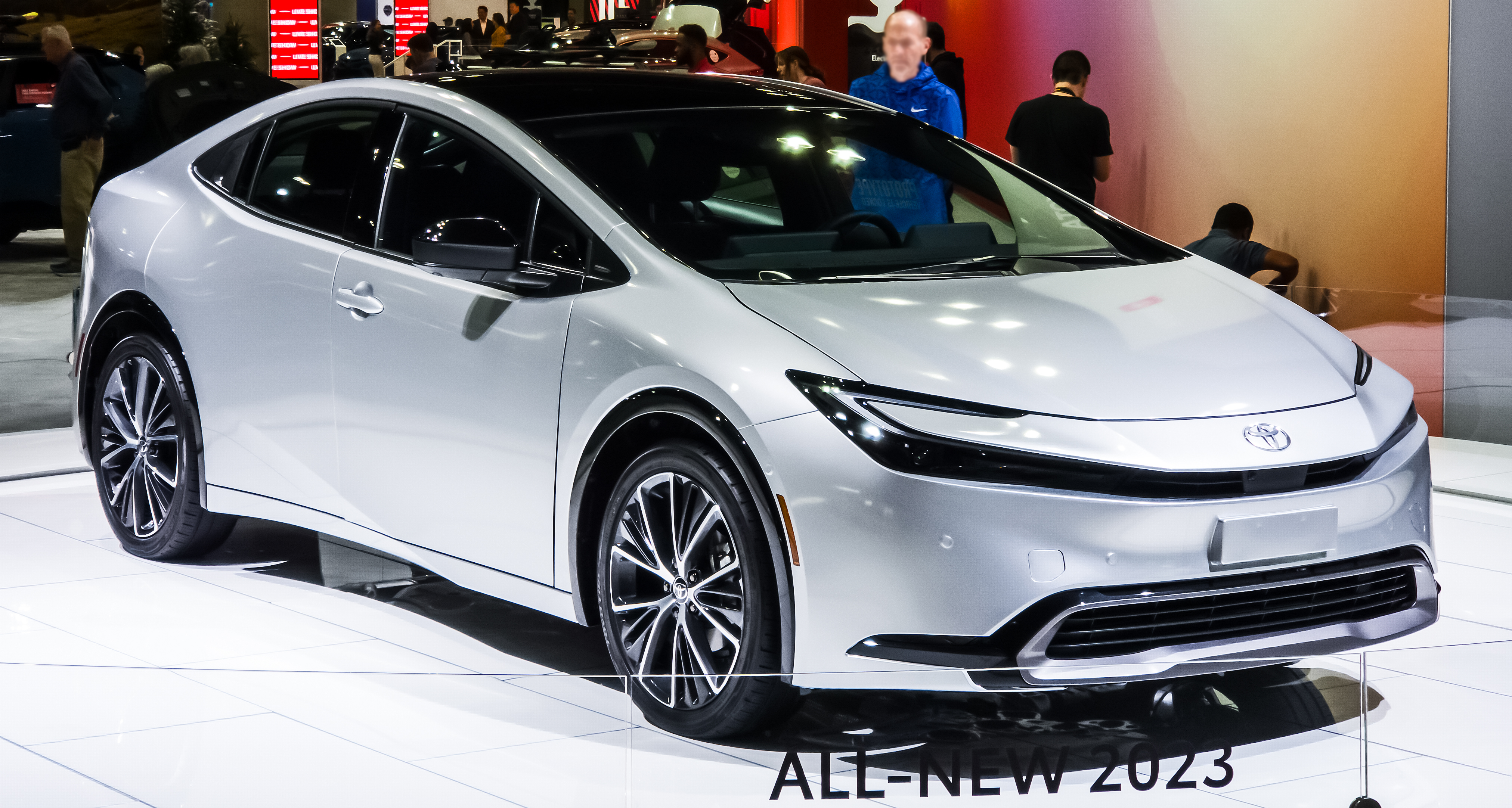
Toyota Prius 2022-től

Az XW60 az ötödik generációs Toyota Prius, melyet 2022. november 16-án mutattak be. Európában a kiszállítások 2023 első negyedévében kezdődtek. Európában csak plug-in hibrid hajtással elérhető, mely 2,0 literes M20A-FXS motort, villanymotort és lítium-ion akkumulátorokat ötvözve 164 kW összteljesítményt nyújt.

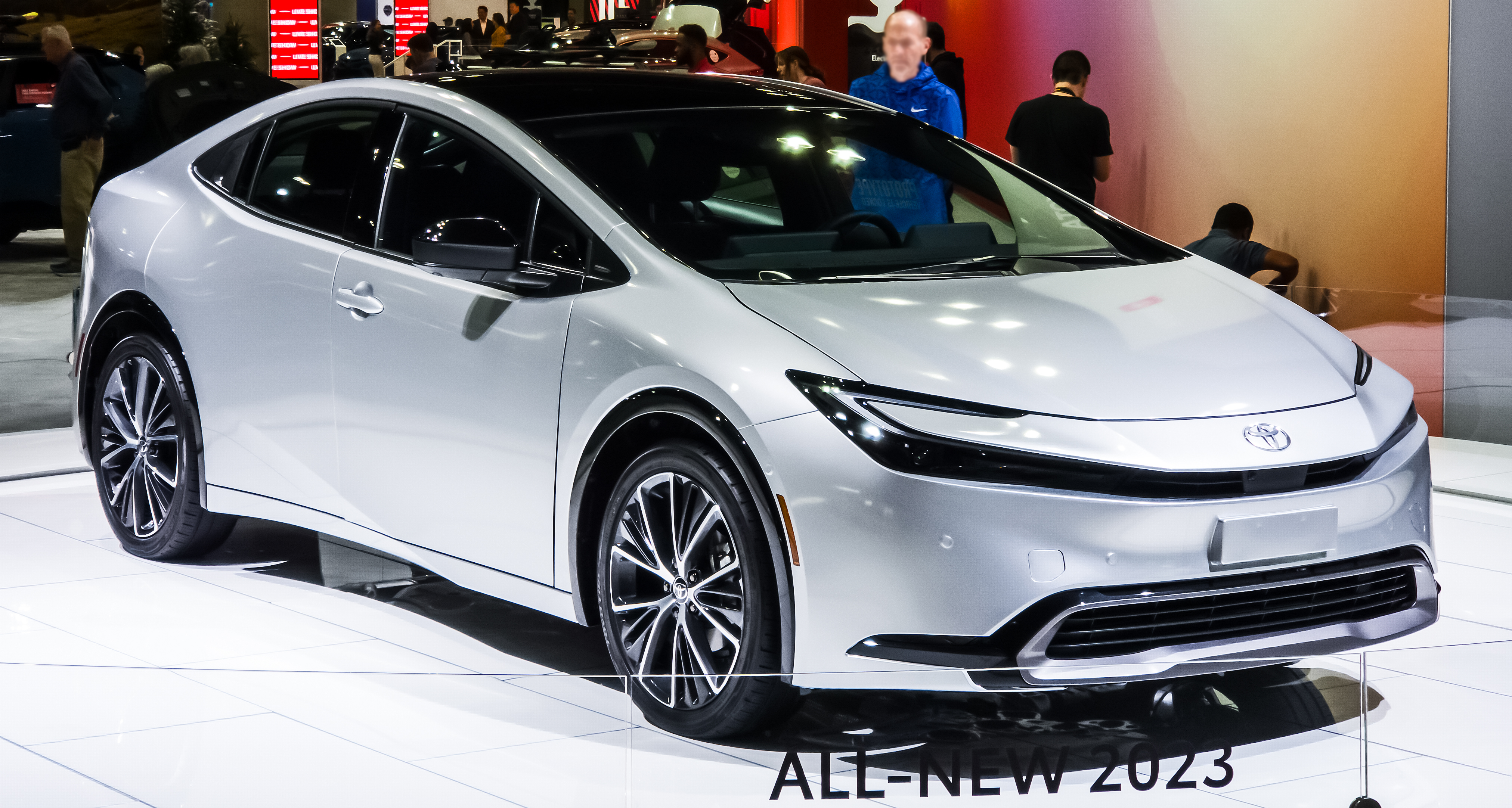
A Toyota Prius XW60 elölnézetből
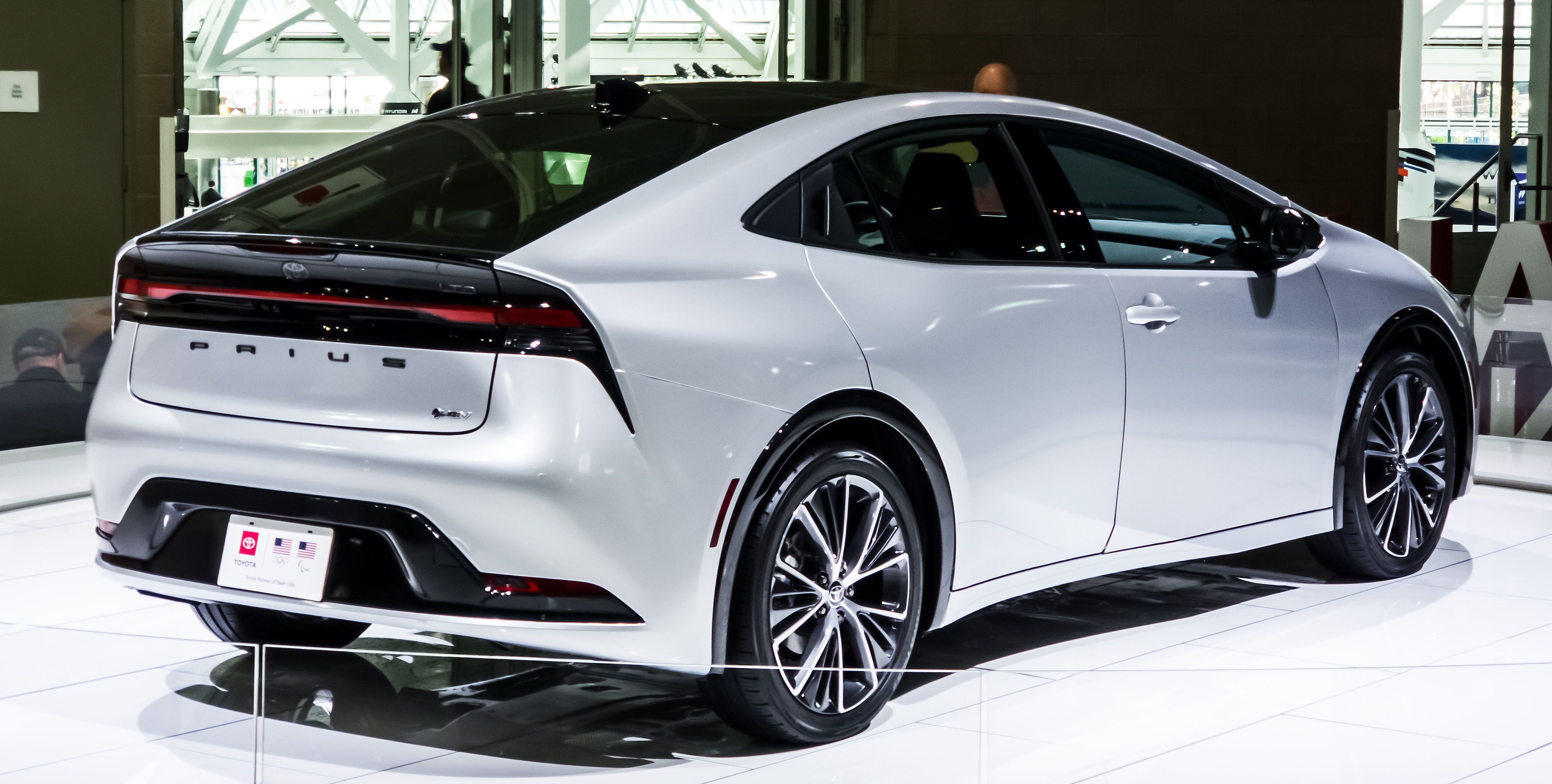
A Toyota Prius XW60 hátunézetből
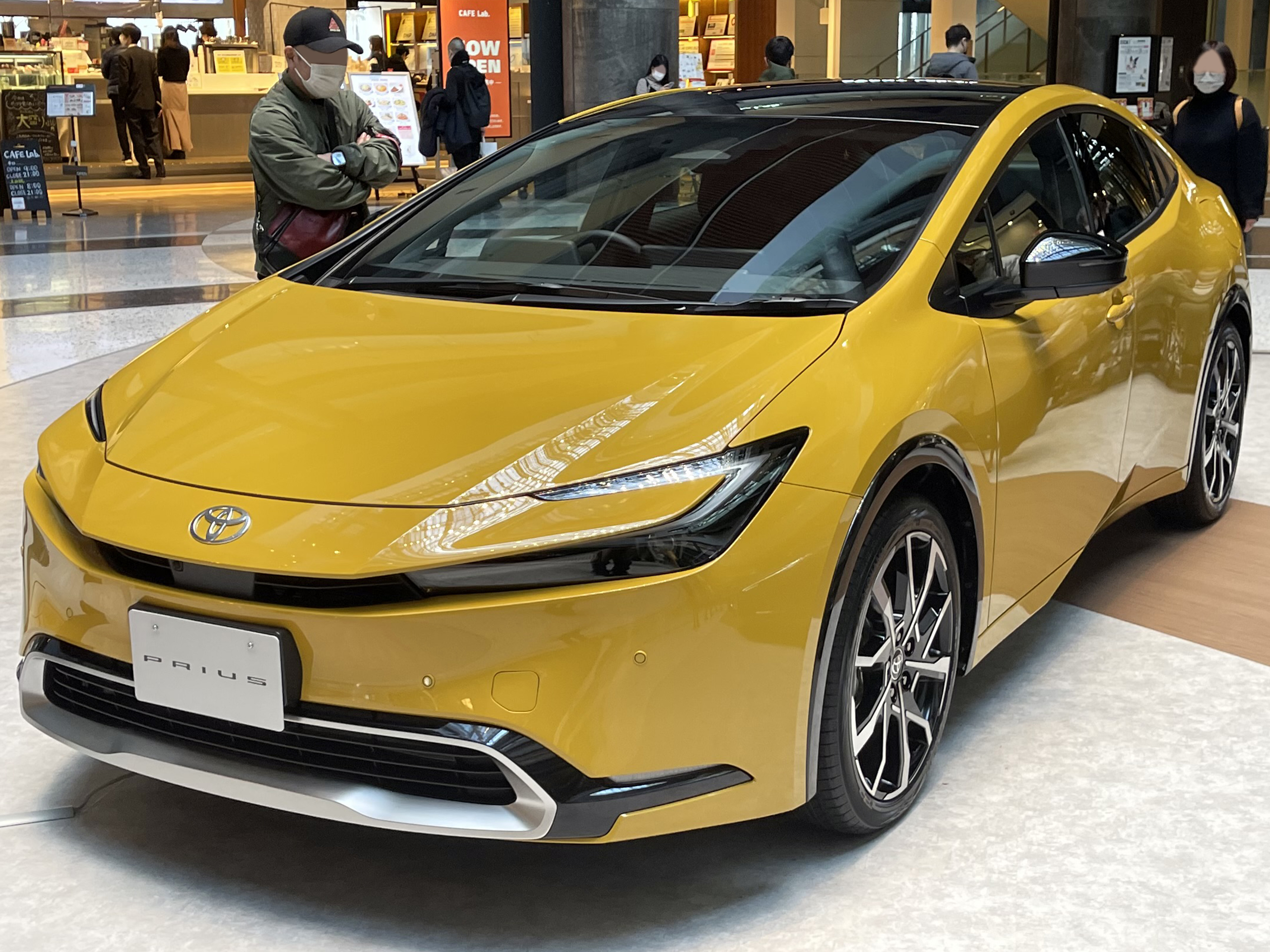
A Toyota Prius XW60 elölnézetből
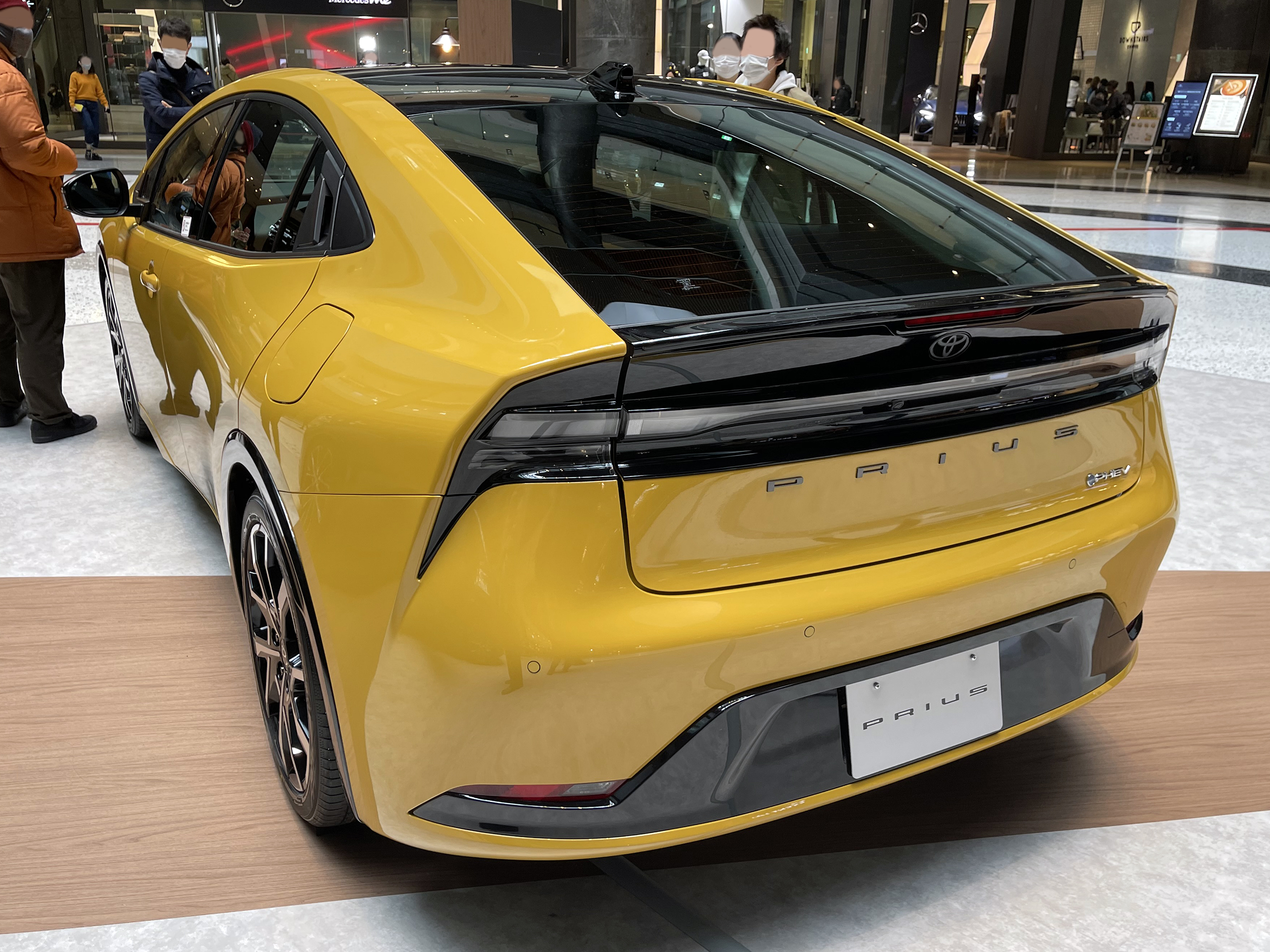
A Toyota Prius XW60 hátunézetből
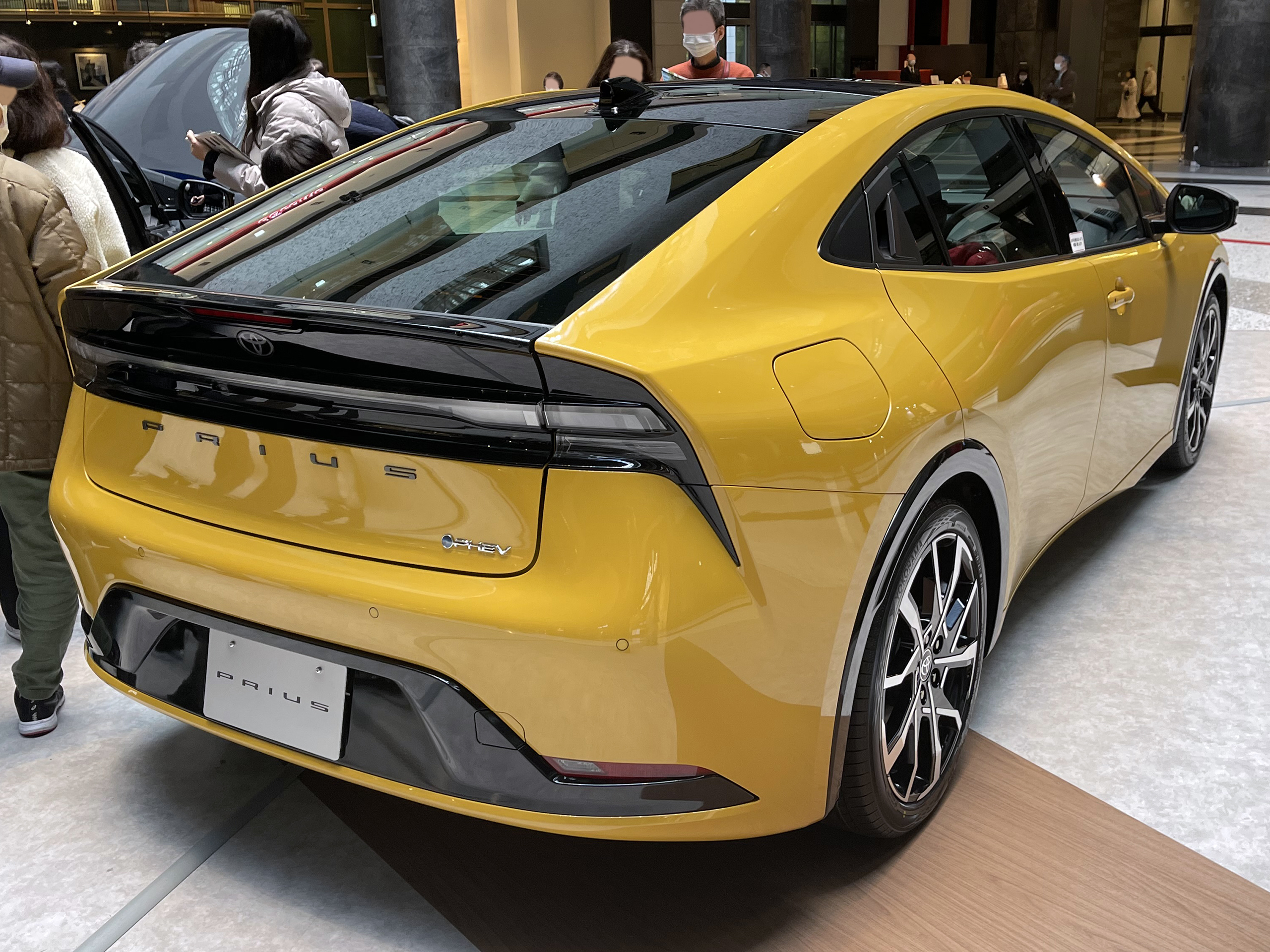
A Toyota Prius XW60 hátunézetből7
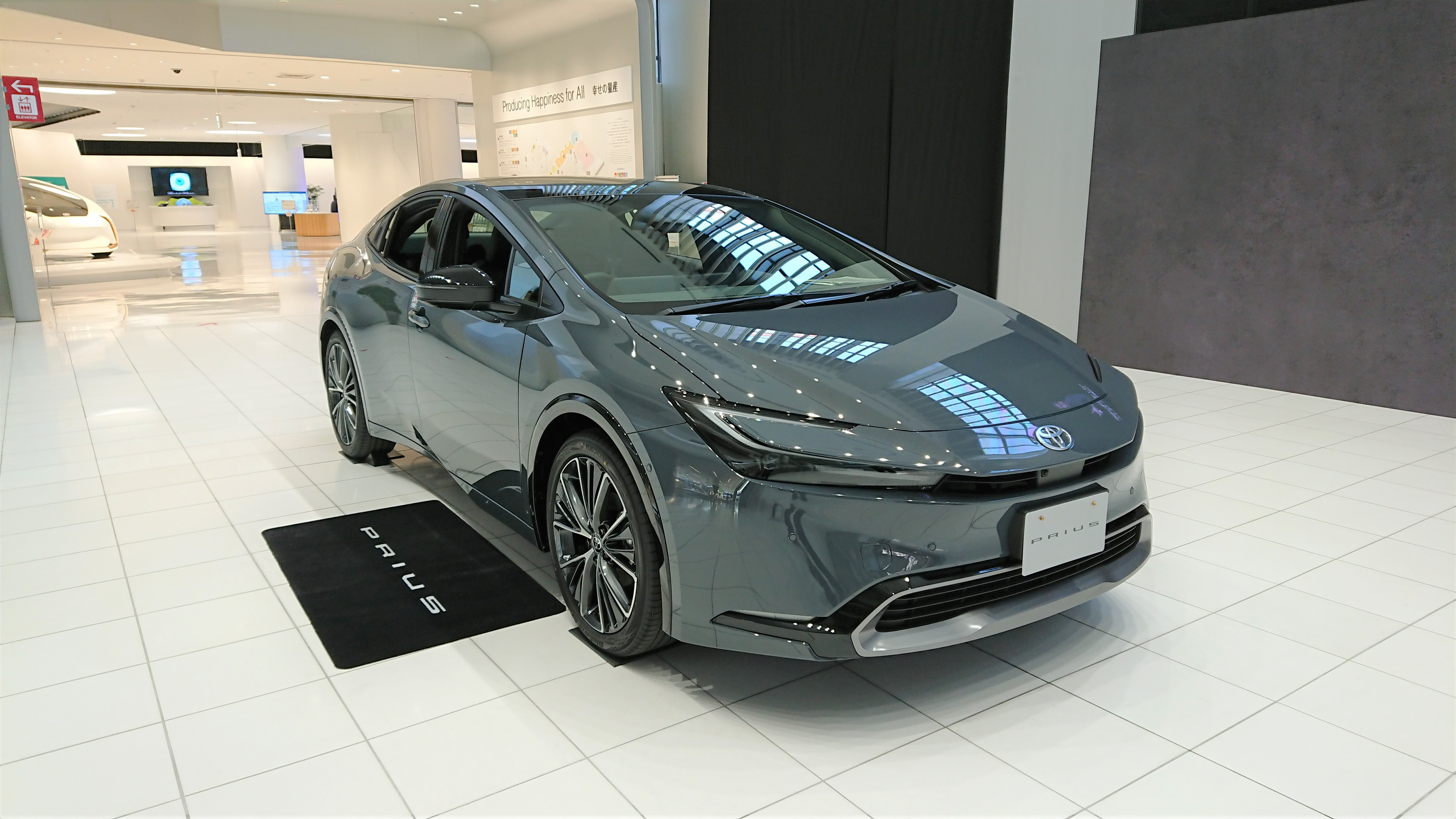
A Toyota Prius XW60 elölnézetből
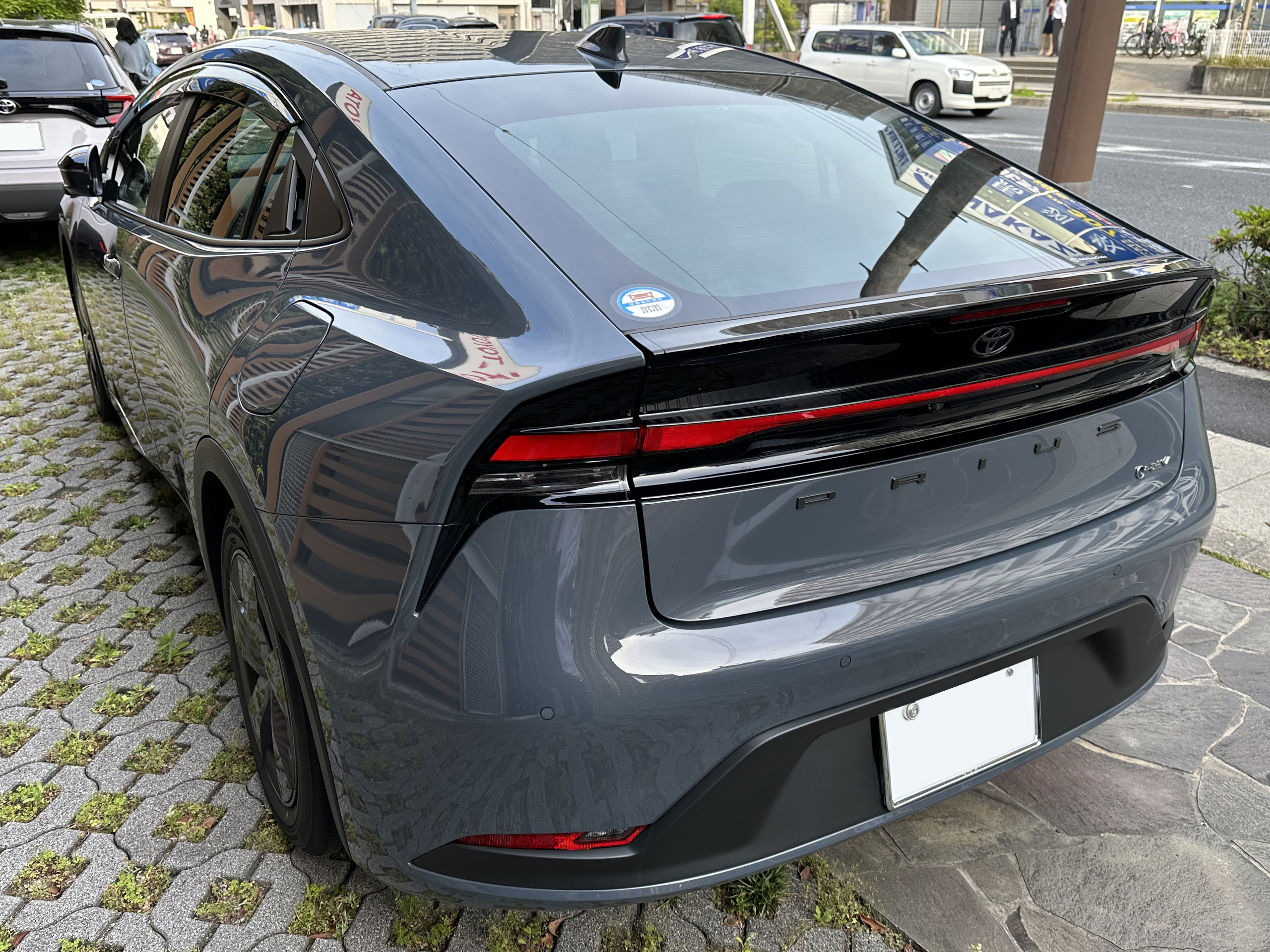
A Toyota Prius XW60 hátunézetből
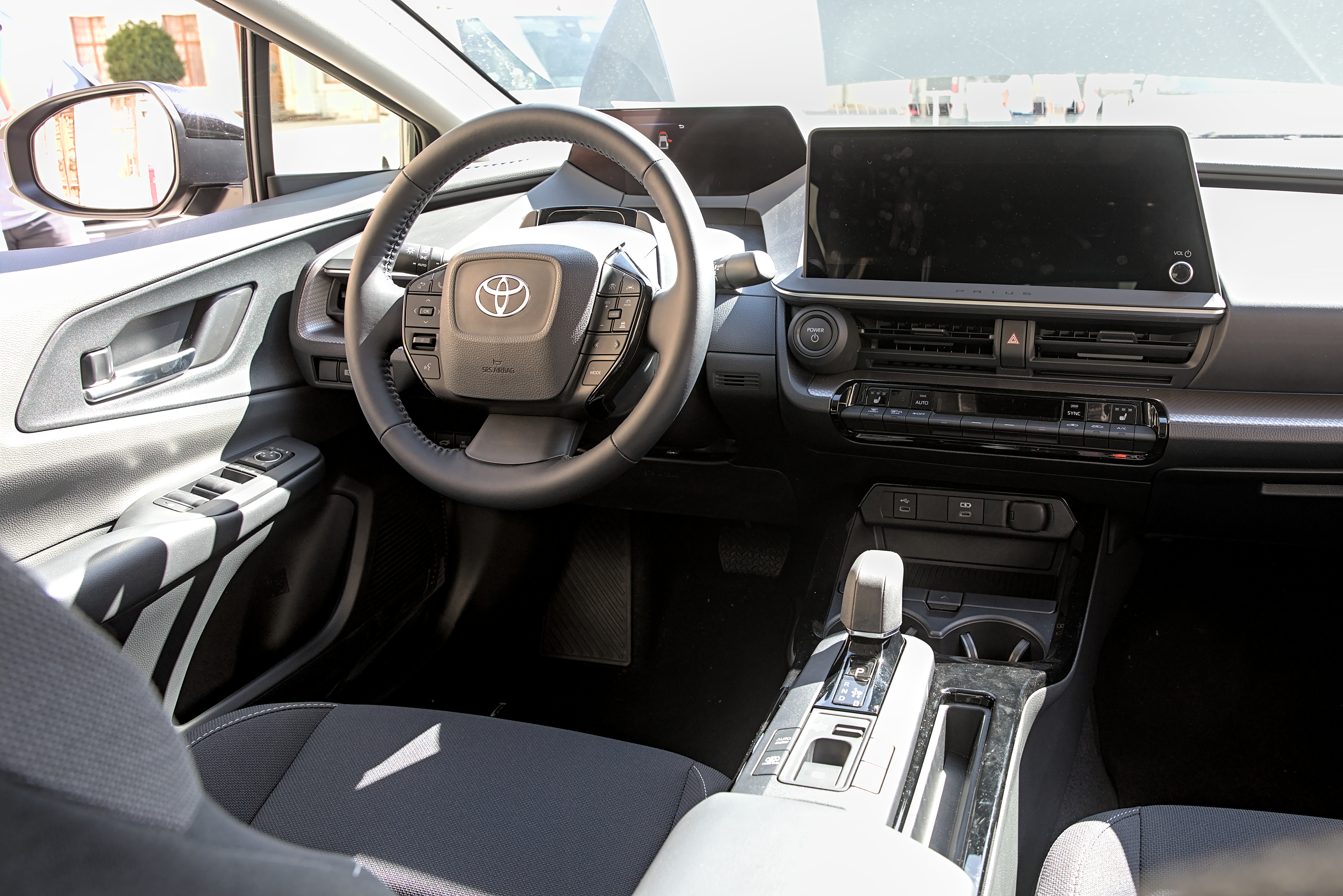
A Toyota Prius XW60 belső tere
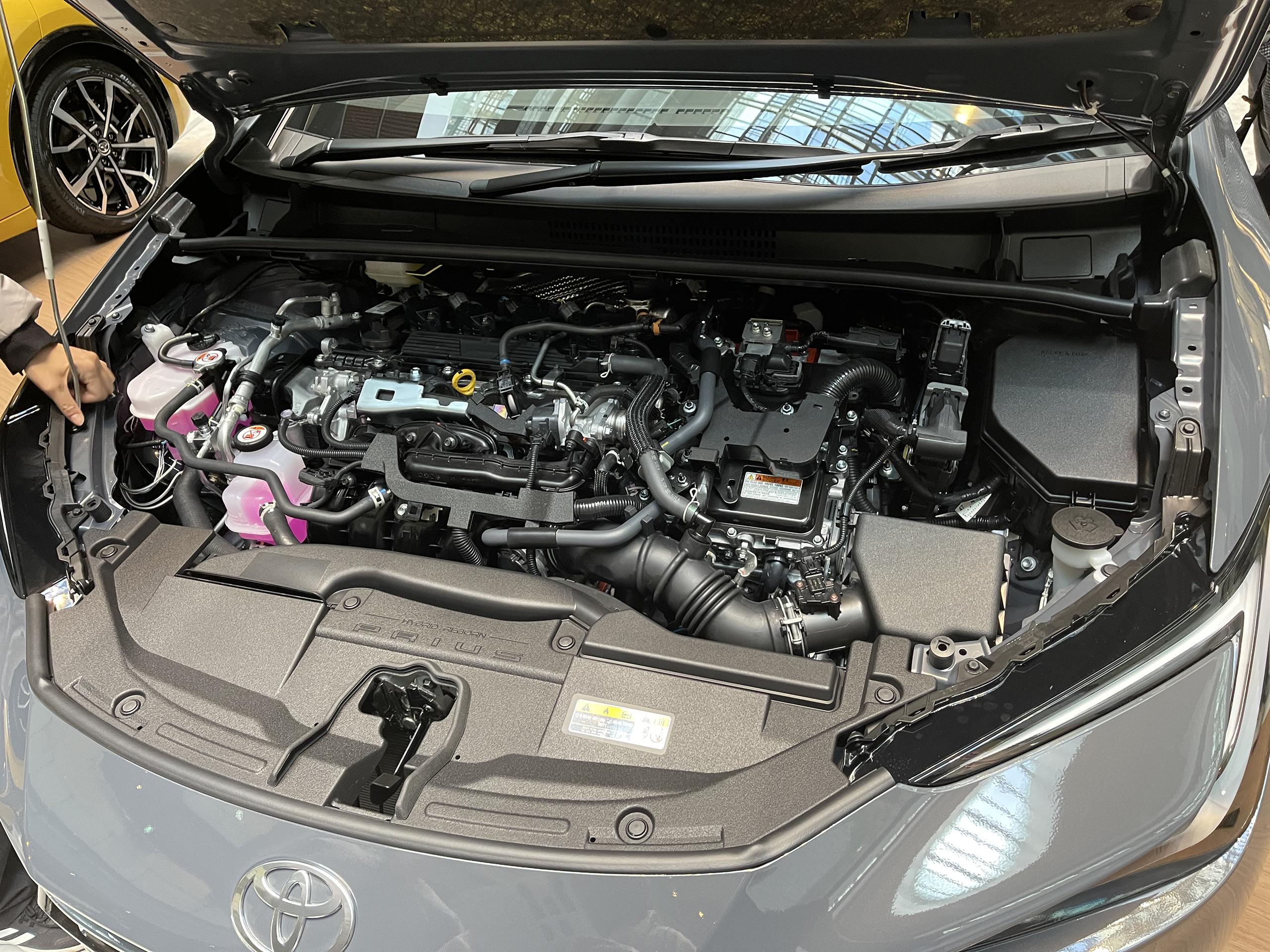
A Toyota Prius XW60 motortere

## Fordítás
Ez a szócikk részben vagy egészben  a   Toyota Prius című angol Wikipédia-szócikk fordításán alapul.  Az eredeti cikk szerkesztőit annak laptörténete sorolja fel. Ez a jelzés csupán a megfogalmazás eredetét és a szerzői jogokat jelzi, nem szolgál a cikkben szereplő információk forrásmegjelöléseként.